# Robert Dorgebray
Robert Dorgebray (* 16. Oktober 1915 in Nesles-la-Vallée; † 29. September 2005 in Paris) war ein französischer Radrennfahrer.
Bei den Olympischen Sommerspielen 1936 in Berlin errang Robert Dorgebray gemeinsam mit Guy Lapébie und Robert Charpentier die Goldmedaille in der Mannschaftswertung des Straßenrennens. Im olympischen Straßenrennen belegte er Platz vier. 1939 wurde er Dritter der französischen Meisterschaft im Straßenrennen der Amateure. Bei der Straßen-Weltmeisterschaft im selben Jahr wurde er 20.
1942 wurde Dorgebray Profi. Im Jahr darauf wurde er französischer Vize-Meister im Querfeldeinrennen. 1945 gewann er den GP des Alliés, 1946 den Circuit de l’Indre, 1947 das Rennen Paris–Camembert und 1949 die Boucles de la Seine-Saint-Denis.
Dreimal – 1947, 1949 und 1950 – startete Robert Dorgebray bei der Tour de France, erreichte aber niemals Paris. 1952 trat er vom aktiven Radsport zurück.
Nach dem Ende seiner Radsportlaufbahn eröffnete Dorgebray ein Restaurant in Paris, später führte er ein Fahrradgeschäft in Rouen sowie ein Hotel in Port-Villez, bevor er wieder nach Paris zurückkehrte, um ein Café zu eröffnen.